# Awful Things
Awful Things – piosenka amerykańskiego rapera i piosenkarza Lil Peepa z udziałem amerykańskiego piosenkarza Lil Tracy’ego, pochodzi ze studyjnego albumu, Come Over When You’re Sober, Pt. 1 (2017). Została wydana jako trzeci singel z albumu 28 lipca 2017 roku. Utwór został wyprodukowany przez Smokeasac i IIVI, a napisany przez George’a Astasio, Jasona Pebwortha, Jona Shave’a, Michaela Blackburna i samych artystów. Piosenka jest trzecim najwyżej notowanym singlem Lil Peepa w Stanach Zjednoczonych, osiągając 79. miejsce na liście Billboard Hot 100 po jego śmierci 15 listopada 2017

## Odbiór
Piosenka została wymieniona przez Billboard jako jeden z siedmiu najlepszych utworów z dyskografii Peepa.

### Komercyjny
W Stanach Zjednoczonych, po śmierci Lil Peepa, „Awful Things” zadebiutowało na 79. miejscu na liście Billboard Hot 100, stając się najwyżej notowaną piosenką Lil Peepa w kraju, zdobywając 8,4 mln odtworzeń i sprzedając się w ilości 3000 sztuk według Nielsen Music, w jednym tygodniu.
W Kanadzie piosenka zadebiutowała na 58. miejscu kanadyjskiego Hot 100 obok „Save That Shit”, gdzie stała się najwyżej notowaną piosenką Lil Peepa w tym kraju. Później spadła do numeru 98.

## Teledysk
Teledysk do „Awful Things” miał premierę 17 sierpnia 2017 Został wyreżyserowany przez Sus Boya i Nicka Koeniga, a wyprodukowany przez Daniela Ostroffa. Autorem zdjęć do teledysku był C.J. Brion; Olivia Stiglich była autorką scenariusza, a Graeme Barrett pełnił funkcję konsultanta kreatywnego. Do tego czasu film zdobył ponad 256 milionów wyświetleń na YouTube (stan na sierpień 2022 r.).

## Pozycje na listach
| Lista (2017)              | Pozycja |
| ------------------------- | ------- |
| Kanada (Canadian Hot 100) | 58      |
| USA Billboard Hot 100     | 79      |

## Certyfikaty i sprzedaż
| Kraj                     | Certyfikat         | Sprzedaż   |
| ------------------------ | ------------------ | ---------- |
| Australia (ARIA)         | złota płyta        | 35 000+    |
| Nowa Zelandia (RMNZ)     | złota płyta        | 15 000+    |
| Stany Zjednoczone (RIAA) | 2× platynowa płyta | 2 000 000+ |
| Wielka Brytania (BPI)    | srebrna płyta      | 200 000+   |